# Aphanisticus pusillus
Aphanisticus pusillus (лат.) — вид жесткокрылых насекомых из семейства златок. Распространён в Швеции, Эстонии, Литве, Латвии, Великобритании, Дании, Бельгии, Нидерландах, Германии, Польше, Швейцарии, Австрии, Чехии, Словакии, Венгрии, Румынии, Украине, европейской России, Португалии, Испании, Франции, Италии, Боснии и Герцеговине, Албании, Греции, Марокко и Алжире. Кормовыми растениями для личинок являются Schoenus nigricans, Juncus, Luzula campestris и Carex (например, Carex flacca).